# 16. etape af Giro d'Italia 2020
16. etape af Giro d'Italia 2020 var en 229 km lang middel bjergetape, som blev kørt den 20. oktober 2020 med start i Udine og mål i San Daniele del Friuli.

## Resultater

### Etaperesultat
| \| Etaperesultat \| Etaperesultat \| Etaperesultat \| Etaperesultat \| Etaperesultat \| \| Rytter \| Rytter \| Hold \| Tid \| \| \| ------------- \| ------------------ \| -------------------- \| ------------- \| ------------- \| \| 1. \| Jan Tratnik \| Bahrain McLaren \| 6t 04' 36" \| \| \| 2. \| Ben O'Connor \| NTT Pro Cycling \| + 7" \| \| \| 3. \| Enrico Battaglin \| Bahrain McLaren \| + 1' 14" \| \| \| 4. \| Kamil Małecki \| CCC Team \| + 1' 14" \| \| \| 5. \| Ben Swift \| Ineos Grenadiers \| + 1' 14" \| \| \| 6. \| Andrea Vendrame \| AG2R La Mondiale \| + 1' 21" \| \| \| 7. \| Geoffrey Bouchard \| AG2R La Mondiale \| + 1' 21" \| \| \| 8. \| Matteo Fabbro \| Bora-Hansgrohe \| + 1' 25" \| \| \| 9. \| Manuele Boaro \| Astana \| + 1' 33" \| \| \| 10. \| Alessandro Tonelli \| Bardiani CSF Faizanè \| + 2' 59" \| \| |                    |                      |            |
| |                    |                      |            |
| Kilde: ProCyclingStats |                    |                      |            |
| Etaperesultat |                    |                      |            |
| Rytter | Rytter             | Hold                 | Tid        |
| 1. | Jan Tratnik        | Bahrain McLaren      | 6t 04' 36" |
| 2. | Ben O'Connor       | NTT Pro Cycling      | + 7"       |
| 3. | Enrico Battaglin   | Bahrain McLaren      | + 1' 14"   |
| 4. | Kamil Małecki      | CCC Team             | + 1' 14"   |
| 5. | Ben Swift          | Ineos Grenadiers     | + 1' 14"   |
| 6. | Andrea Vendrame    | AG2R La Mondiale     | + 1' 21"   |
| 7. | Geoffrey Bouchard  | AG2R La Mondiale     | + 1' 21"   |
| 8. | Matteo Fabbro      | Bora-Hansgrohe       | + 1' 25"   |
| 9. | Manuele Boaro      | Astana               | + 1' 33"   |
| 10. | Alessandro Tonelli | Bardiani CSF Faizanè | + 2' 59"   |

### Klassement efter etapen
| \| Samlede stilling \| Samlede stilling \| Samlede stilling \| Samlede stilling \| Samlede stilling \| \| Rytter \| Rytter \| Hold \| Tid \| \| \| ---------------- \| ------------------ \| --------------------- \| ---------------- \| ---------------- \| \| 1. \| João Almeida \| Deceuninck-Quick Step \| 65t 45' 08" \| \| \| 2. \| Wilco Kelderman \| Team Sunweb \| + 17" \| \| \| 3. \| Jai Hindley \| Team Sunweb \| + 2' 58" \| \| \| 4. \| Tao Geoghegan Hart \| Ineos Grenadiers \| + 2' 59" \| \| \| 5. \| Pello Bilbao \| Bahrain McLaren \| + 3' 12" \| \| \| 6. \| Rafał Majka \| Bora-Hansgrohe \| + 3' 20" \| \| \| 7. \| Vincenzo Nibali \| Trek-Segafredo \| + 3' 31" \| \| \| 8. \| Domenico Pozzovivo \| NTT Pro Cycling \| + 3' 52" \| \| \| 9. \| Patrick Konrad \| Bora-Hansgrohe \| + 4' 11" \| \| \| 10. \| Fausto Masnada \| Deceuninck-Quick Step \| + 4' 24" \| \| |                    |                       |             |
| |                    |                       |             |
| Kilde: ProCyclingStats |                    |                       |             |
| Samlede stilling |                    |                       |             |
| Rytter | Rytter             | Hold                  | Tid         |
| 1. | João Almeida       | Deceuninck-Quick Step | 65t 45' 08" |
| 2. | Wilco Kelderman    | Team Sunweb           | + 17"       |
| 3. | Jai Hindley        | Team Sunweb           | + 2' 58"    |
| 4. | Tao Geoghegan Hart | Ineos Grenadiers      | + 2' 59"    |
| 5. | Pello Bilbao       | Bahrain McLaren       | + 3' 12"    |
| 6. | Rafał Majka        | Bora-Hansgrohe        | + 3' 20"    |
| 7. | Vincenzo Nibali    | Trek-Segafredo        | + 3' 31"    |
| 8. | Domenico Pozzovivo | NTT Pro Cycling       | + 3' 52"    |
| 9. | Patrick Konrad     | Bora-Hansgrohe        | + 4' 11"    |
| 10. | Fausto Masnada     | Deceuninck-Quick Step | + 4' 24"    |

#### Pointkonkurrencen
| Pointkonkurrence | Pointkonkurrence | Pointkonkurrence            | Pointkonkurrence | Pointkonkurrence |
| Rytter           | Rytter           | Hold                        | Point            |                  |
| ---------------- | ---------------- | --------------------------- | ---------------- | ---------------- |
| 1.               | Arnaud Démare    | Groupama-FDJ                | 221 point        |                  |
| 2.               | Peter Sagan      | Bora-Hansgrohe              | 184 point        |                  |
| 3.               | João Almeida     | Deceuninck-Quick Step       | 90 point         |                  |
| 4.               | Diego Ulissi     | UAE Team Emirates           | 77 point         |                  |
| 5.               | Filippo Ganna    | Ineos Grenadiers            | 66 point         |                  |
| 6.               | Andrea Vendrame  | AG2R La Mondiale            | 66 point         |                  |
| 7.               | Patrick Konrad   | Bora-Hansgrohe              | 56 point         |                  |
| 8.               | Simon Pellaud    | Androni Giocattoli-Sidermec | 50 point         |                  |
| 9.               | Wilco Kelderman  | Team Sunweb                 | 40 point         |                  |
| 10.              | Davide Ballerini | Deceuninck-Quick Step       | 40 point         |                  |

#### Bjergkonkurrencen
| Bjergkonkurrence | Bjergkonkurrence     | Bjergkonkurrence            | Bjergkonkurrence | Bjergkonkurrence |
| Rytter           | Rytter               | Hold                        | Point            |                  |
| ---------------- | -------------------- | --------------------------- | ---------------- | ---------------- |
| 1.               | Giovanni Visconti    | Vini Zabù-Brado-KTM         | 148 point        |                  |
| 2.               | Ruben Guerreiro      | EF Pro Cycling              | 118 point        |                  |
| 3.               | Filippo Ganna        | Ineos Grenadiers            | 48 point         |                  |
| 4.               | Tao Geoghegan Hart   | Ineos Grenadiers            | 45 point         |                  |
| 5.               | Jonathan Castroviejo | Ineos Grenadiers            | 45 point         |                  |
| 6.               | Jonathan Caicedo     | EF Pro Cycling              | 40 point         |                  |
| 7.               | Simon Pellaud        | Androni Giocattoli-Sidermec | 39 point         |                  |
| 8.               | Wilco Kelderman      | Team Sunweb                 | 34 point         |                  |
| 9.               | Matthew Holmes       | Lotto-Soudal                | 32 point         |                  |
| 10.              | Rohan Dennis         | Ineos Grenadiers            | 28 point         |                  |

#### Bedste unge rytter
| Ungdomskonkurrence | Ungdomskonkurrence     | Ungdomskonkurrence    | Ungdomskonkurrence | Ungdomskonkurrence |
| Rytter             | Rytter                 | Hold                  | Tid                |                    |
| ------------------ | ---------------------- | --------------------- | ------------------ | ------------------ |
| 1.                 | João Almeida           | Deceuninck-Quick Step | 65t 45' 08"        |                    |
| 2.                 | Jai Hindley            | Team Sunweb           | + 2' 58"           |                    |
| 3.                 | Tao Geoghegan Hart     | Ineos Grenadiers      | + 2' 59"           |                    |
| 4.                 | Brandon McNulty        | UAE Team Emirates     | + 4' 31"           |                    |
| 5.                 | James Knox             | Deceuninck-Quick Step | + 9' 07"           |                    |
| 6.                 | Sergio Samitier        | Movistar Team         | + 10' 48"          |                    |
| 7.                 | Matteo Fabbro          | Bora-Hansgrohe        | + 20' 27"          |                    |
| 8.                 | Aurélien Paret-Peintre | AG2R La Mondiale      | + 27' 06"          |                    |
| 9.                 | Sam Oomen              | Team Sunweb           | + 32' 19"          |                    |
| 10.                | Attila Valter          | CCC Team              | + 36' 27"          |                    |

#### Holdkonkurrencen
| Holdkonkurrence | Holdkonkurrence       | Holdkonkurrence | Holdkonkurrence |
| Hold            | Hold                  | Tid             |                 |
| --------------- | --------------------- | --------------- | --------------- |
| 1.              | Ineos Grenadiers      | 197t 05' 24"    |                 |
| 2.              | Deceuninck-Quick Step | + 22' 36"       |                 |
| 3.              | Bora-Hansgrohe        | + 23' 37"       |                 |
| 4.              | Team Sunweb           | + 28' 03"       |                 |
| 5.              | Bahrain McLaren       | + 34' 58"       |                 |
| 6.              | Movistar Team         | + 1t 00' 35"    |                 |
| 7.              | AG2R La Mondiale      | + 1t 17' 43"    |                 |
| 8.              | CCC Team              | + 1t 18' 06"    |                 |
| 9.              | Astana                | + 1t 22' 40"    |                 |
| 10.             | Trek-Segafredo        | + 1t 25' 10"    |                 |

## Udgåede ryttere
- Fernando Gaviria (UAE Team Emirates) – stillede ikke til start pga. han var smittet med COVID-19.
- Maximiliano Richeze (UAE Team Emirates) – gennemførte ikke.